# شنندوا فارمز (ویرجینیا)
شنندوا فارمز (به انگلیسی: Shenandoah Farms) یک منطقهٔ مسکونی در ایالات متحده آمریکا است که در شهرستان کلارک، ویرجینیا واقع شده‌است. شنندوا فارمز ۲۹٫۷ کیلومتر مربع مساحت و ۳٬۰۳۳ نفر جمعیت دارد و ۲۴۳٫۸۴ متر بالاتر از سطح دریا واقع شده‌است.